# ГИА Чечен-пресс
Thechechenpress, ГИА Чечен-пресс — сайт правительства Чеченской Республики Ичкерия (в изгнании), позиционирующий себя как «Государственное информационное агентство Чечен-пресс». 
Сайт заблокирован на территории России по решению судебных органов РФ. Владельцем сайта является Ахмед Закаев, один из первых лидеров Чеченской Республики Ичкерия, который проживает в Лондоне. «Чечен-пресс» в идеологическом плане конкурирует с сайтом «Кавказ-центр», который является официальным информационным агентством террористической организации «Имарат Кавказ» и принадлежит ультрарадикальному пропагандисту Мовлади Удугову.